# Alexandra Burke
Alexandra Burke, née le 25 août 1988 à Londres est une chanteuse britannique. Elle remporte le titre de The X Factor (5e édition) en 2008, l'équivalent de la Nouvelle Star anglaise.

## Biographie
Alexandra est une chanteuse de musique de variété pop et RnB. Elle est propulsée en 2008 par l'équivalent de la Nouvelle Star anglaise, la cinquième édition de The X Factor, qui a aussi révélé Leona Lewis. Lors de la finale elle remporte la compétition face au groupe JLS. 
La première chanson qui ait fait connaître Alexandra Burke est la reprise de Hallelujah de Leonard Cohen.
En 2017 elle participe à la 15e édition de la célèbre émission Strictly Come Dancing, l'équivalent de Danse avec les stars. Elle se retrouve une nouvelle fois face à Aston Merrygold, ancien membre des JLS, candidat lui aussi.

## Discographie

### Albums studio
| Overcome                                                         | - Date de sortie : 19 octobre 2009 - Label : Syco, Epic - Formats : CD, Téléchargement digital | 1  | 54 | 73 | 60 | 2  | 61 | 1  | 54 | - Royaume-Uni BM: 2 × Platine - Irlande IRMA : 2 × Platine |
| Heartbreak On Hold                                               | - Date de sortie : 4 juin 2012 - Label : Epic, RCA - Formats : CD, téléchargement digital      | 18 | —  | —  | —  | 27 | —  | 20 | —  |                                                            |
| The Truth Is                                                     | - Date de sortie : 16 mars 2018 - Label : Decca - Formats : CD, téléchargement digital         | 16 | —  | —  | —  | —  | —  | 8  | —  |                                                            |
| "—" signifie que l'album n'est pas sortie ou classé dans le pays |                                                                                                |    |    |    |    |    |    |    |    |                                                            |

### Singles
| Titre                                                          | Année | Meilleure position | Meilleure position | Meilleure position | Meilleure position | Meilleure position | Meilleure position | Meilleure position | Meilleure position | Meilleure position | Meilleure position | Certifications          | Album              |
| Titre                                                          | Année | RU                 | AUS                | AUT                | BEL                | ALL                | IRE                | NLD                | ECO                | SUE                | SUI                | Certifications          | Album              |
| -------------------------------------------------------------- | ----- | ------------------ | ------------------ | ------------------ | ------------------ | ------------------ | ------------------ | ------------------ | ------------------ | ------------------ | ------------------ | ----------------------- | ------------------ |
| Hallelujah                                                     | 2008  | 1                  | —                  | 53                 | —                  | —                  | 1                  | —                  | 1                  | —                  | —                  | - Royaume-Uni : Platine | Overcome           |
| Bad Boys (featuring Flo Rida)                                  | 2009  | 1                  | —                  | 22                 | 12                 | 14                 | 1                  | 8                  | 1                  | 6                  | 12                 | - Royaume-Uni : Platine | Overcome           |
| Broken Heels                                                   | 2010  | 8                  | —                  | —                  | —                  | —                  | 5                  | —                  | 3                  | —                  | —                  |                         | Overcome           |
| All Night Long (featuring Pitbull)                             | 2010  | 4                  | 48                 | —                  | —                  | 60                 | 1                  | 24                 | 3                  | 57                 | 60                 |                         | Overcome           |
| Start Without You (featuring Laza Morgan)                      | 2010  | 1                  | —                  | —                  | —                  | —                  | 5                  | 77                 | 1                  | —                  | —                  |                         | Overcome           |
| The Silence                                                    | 2010  | 16                 | —                  | —                  | —                  | —                  | 30                 | —                  | 10                 | —                  | 66                 |                         | Overcome           |
| Elephant (featuring Erick Morillo)                             | 2012  | 3                  | —                  | —                  | —                  | —                  | 7                  | —                  | 2                  | —                  | —                  |                         | Heartbreak On Hold |
| Let It Go                                                      | 2012  | 33                 | —                  | —                  | —                  | —                  | 41                 | —                  | 27                 | —                  | —                  |                         | Heartbreak On Hold |
| Shadow                                                         | 2018  | —                  | —                  | —                  | —                  | —                  | —                  | —                  | —                  | —                  | —                  |                         | The Truth Is       |
| "—" signifie que le single n'est pas sorti ou n'est pas classé |       |                    |                    |                    |                    |                    |                    |                    |                    |                    |                    |                         |                    |

### Participations
| Hero (avec les finalistes de The X Factor 2008)                              | 2008 | 1 | —  | —  | 1 | —  | —  | - Royaume-Uni : 2 × Platine | Charity singles |
| Everybody Hurts (avec Helping Haiti)                                         | 2010 | 1 | 23 | 16 | 1 | 21 | 16 |                             | Charity singles |
| "—" signifie que le single n'est pas sorti ou n'est pas classé dans le pays. |      |   |    |    |   |    |    |                             |                 |

## Clip vidéos
| Année | Chanson           | Réalisateur            |
| ----- | ----------------- | ---------------------- |
| 2008  | Hero              | Max and Dania          |
| 2008  | Hallelujah        | Max and Dania          |
| 2009  | Bad Boys          | Bryan Barber           |
| 2009  | Broken Heels      | Frank Borin            |
| 2010  | Everybody Hurts   | Joseph Kahn            |
| 2010  | All Night Long    | Dale "Rage" Resteghini |
| 2010  | Start Without You | Max and Dania          |
| 2010  | The Silence       | Nzingha Stewart        |
| 2012  | Elephant          | Amit & Naroop          |
| 2012  | Let It Go         | Ben Peters             |